# Праужда
Праужда (болг. Праужда) — село в Болгарии. Находится в Видинской области, входит в общину Белоградчик. Население составляет 76 человек.

## Политическая ситуация
Праужда подчиняется непосредственно общине и не имеет своего кмета.
Кмет (мэр) общины Белоградчик — Емил Евгениев Цанков (независимый) по результатам выборов в правление общины.